# Longidorus attenuatus
Longidorus attenuatus är en rundmaskart. Longidorus attenuatus ingår i släktet Longidorus och familjen Longidoridae. Inga underarter finns listade i Catalogue of Life.